# Kaniasso
Kaniasso este o comună din departamentul Kaniasso, regiunea Folon, Coasta de Fildeș.